# Elisa Radziwiłł
Elisa Friederike Luise Martha Radziwiłł (Pools: Eliza Fryderyka Luiza Marta Radziwiłłówna; Berlijn, 28 oktober 1803 – Bad Freienwalde, 27 september 1834) was een prinses uit het Poolse adellijke huis Radziwiłł en was de gewenste bruid van de latere keizer Wilhelm I van Duitsland.

## Biografie
Elisa Radziwiłł werd geboren als de dochter van de Poolse magnaat Antoni Radziwiłł en de Pruisische prinses Louise van Pruisen, een nicht van koning Frederik de Grote. In 1819 werd haar verre neef, Wilhelm van Pruisen, verliefd op Elisa. De huwelijkswetten van de Hohenzollerns verboden echter een huwelijk tussen hen twee, omdat ze niet van gelijke rang waren. Koning Frederik Willem III van Pruisen verbood dan ook een mogelijk huwelijk tussen hen in 1822.
In een poging toch een huwelijk mogelijk te maken werd er gekozen voor een plan om Elisa te laten adopteren door een hogere adellijke familie. Vanwege de vooruitzichten bezocht Wilhelm Elisa in Posen, maar een ongeluk maakte een einde aan het bezoek. Het publiek kreeg kennis van de affaire van de Pruisische prins en dit leidde ertoe dat groothertog Karel Frederik van Saksen-Weimar-Eisenach hun huwelijk kon voorkomen. Ze konden alleen akkoord gaan met een huwelijk tussen Karel van Pruisen, een broer van Wilhelm, en Marie van Saksen-Weimar-Eisenach als het huwelijk tussen Wilhelm en Elisa een morganatisch huwelijk zou worden. Frederik Willem III nam in juni 1826 definitief het besluit om een streep door de huwelijksplannen van Elisa en Wilhelm te zetten.
Wilhelm huwde uiteindelijk met Augusta van Saksen-Weimar-Eisenach, maar bezocht Elisa nog kort voor zijn huwelijk. In 1832 volgde er een verloving tussen Elisa en Friedrich von Schwarzenberg, maar deze werd al in de zomer van dat jaar verbroken. Hij gaf als reden op dat Elisa ongeneeslijk ziek zou zijn. Zij leed indertijd aan tuberculose en verbleef in het Radziwiłłpaleis in Berlijn. In de zomer van 1834 trok ze naar het kuuroord Bad Freienwalde, waar ze op 27 september overleed.